# Asiabregma makiharai
Asiabregma makiharai är en stekelart som beskrevs av Belokobylskij, Zaldivar och Maeto 2008. Asiabregma makiharai ingår i släktet Asiabregma och familjen bracksteklar. Inga underarter finns listade.